# Sonate K. 296
La sonate K. 296 (F.244/L.198) en fa majeur est une œuvre pour clavier du compositeur italien Domenico Scarlatti.

## Présentation
La sonate K. 296, en fa majeur, notée Andante, forme, avec le numéro suivant, le couple qui ouvre le dernier volume de Venise copié en 1753. Avec l'autre couple qui suit (K. 298 et 299), ces quatre sonates sont des chefs-d'œuvre et se rapprochent des sonates de la « période flamboyante ».
La sonate K. 296, la sonate la plus longue de toute la collection, est un mouvement lent lyrique, d'une grande variété et d'un grand intérêt : elle explore des tonalités éloignées (remarquables par leur audace, bien que chacune soit profondément logique) avec une grande richesse de thèmes. Elle attire l'attention de l'auditeur par le contraste entre son équilibre et son agitation, dégageant une sensation de sérénité bucolique, mêlée à une turbulence presque obsessionnelle en recherche d'un centre de gravité. Dans la seconde moitié, Scarlatti semble la pousser vers un point culminant qui n'arrive jamais.

## Manuscrits
Le manuscrit principal est le premier numéro du volume VI (Ms. 9777) de Venise (1753), copié pour Maria Barbara ; l'autre est Parme VII 30 (Ms. A. G. 31412).

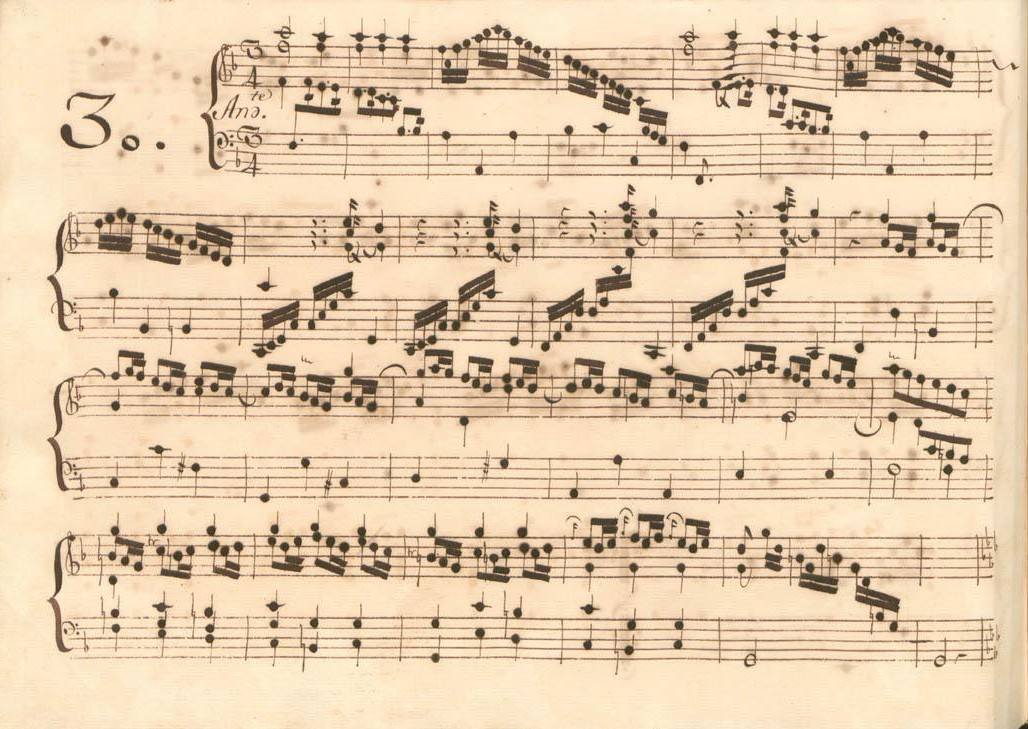
Parme VII 30.
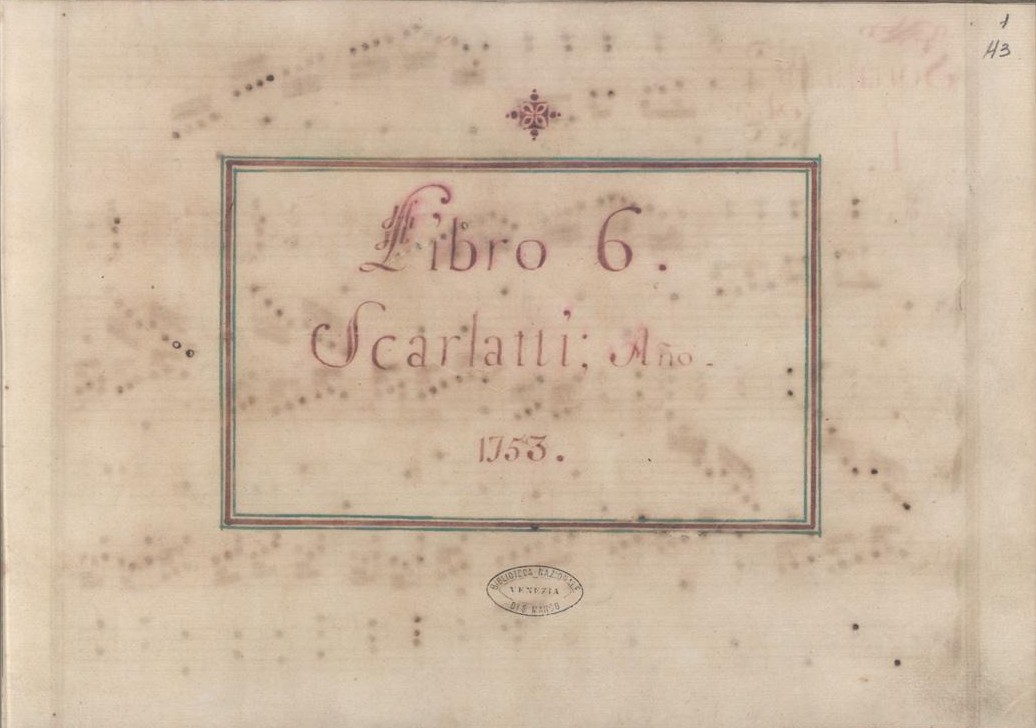
Page de titre du manuscrit de Venise.
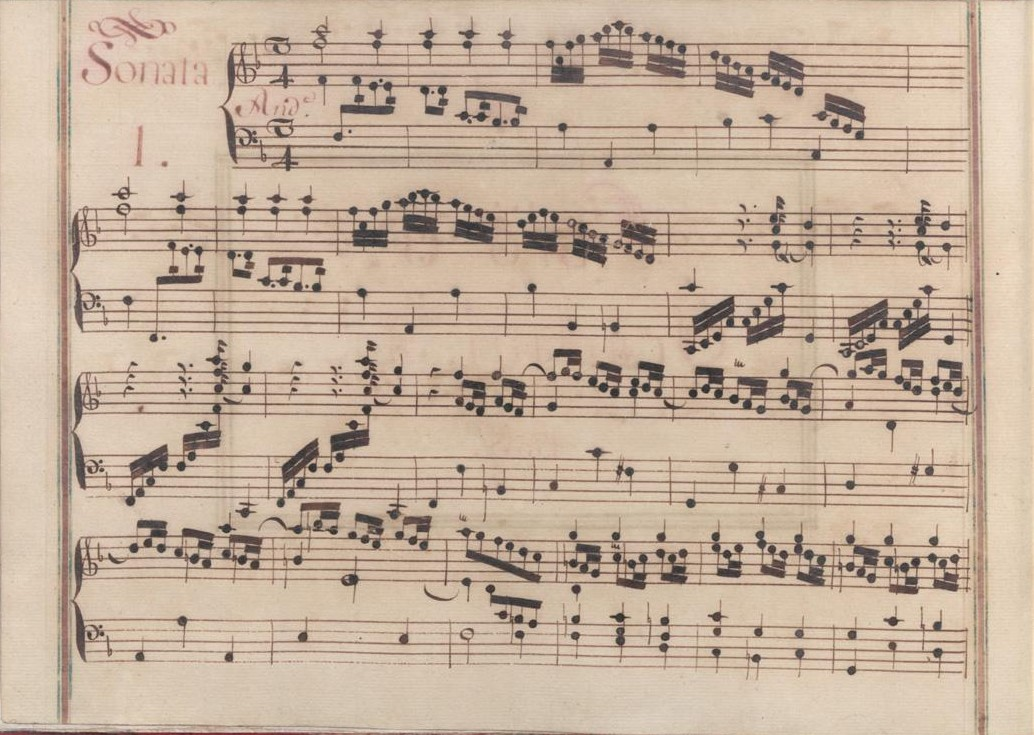
Venise VI 1.
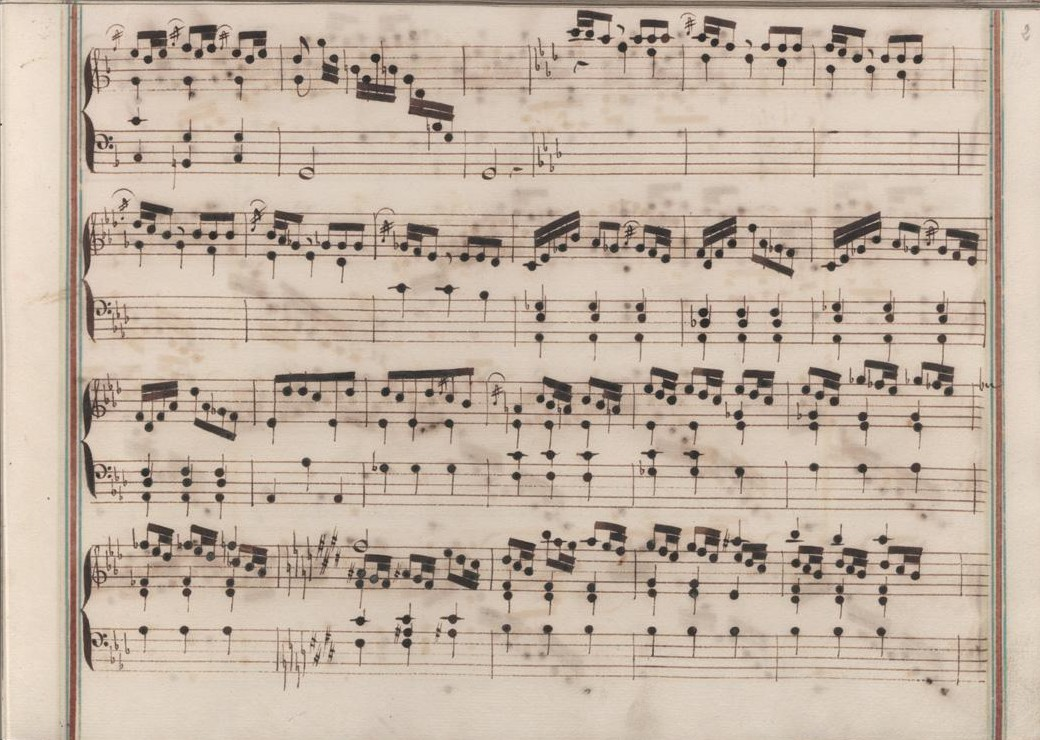
Venise VI 1 (suite).
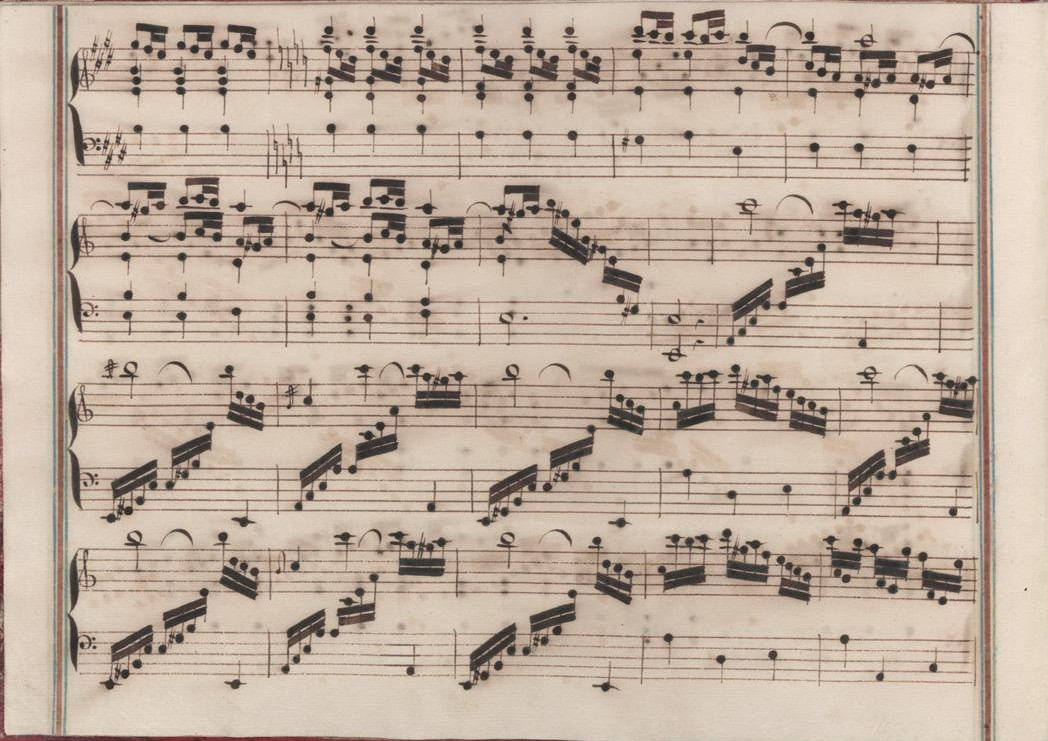
Venise VI 1 (suite).
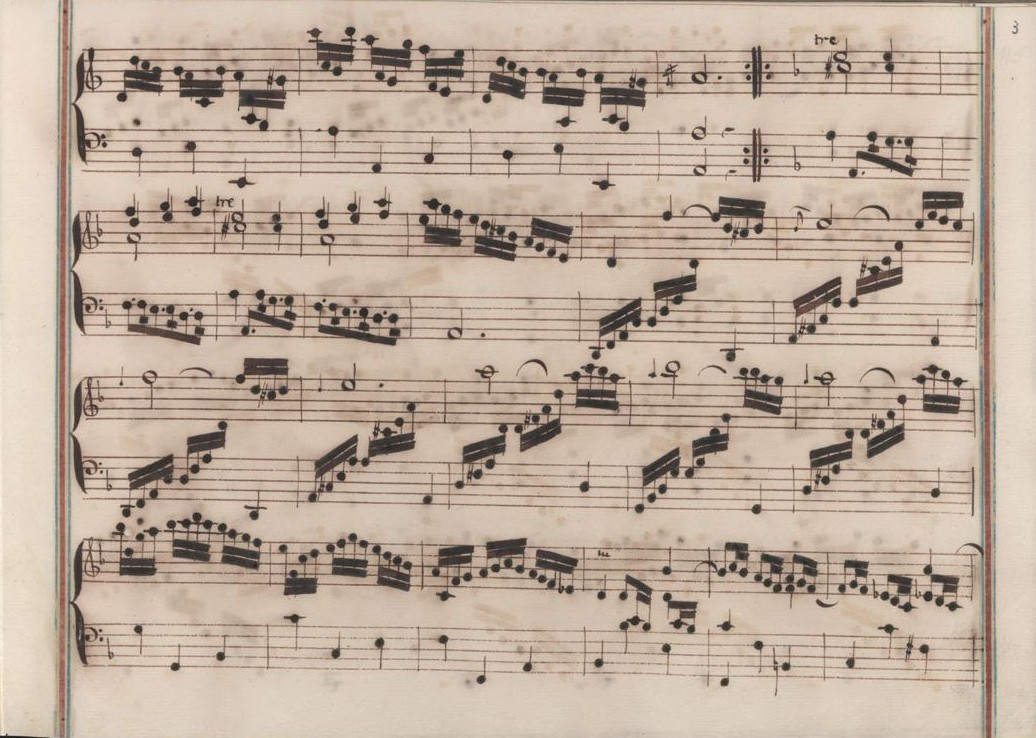
Venise VI 1 (suite).

## Interprètes
La sonate K. 296 est défendue au piano notamment par Christian Zacharias (1979, EMI), Michelangelo Carbonara (2009, Brilliant Classics), Carlo Grante (2012, Music & Arts, vol. 3), Orion Weiss en 2013 (Naxos, vol. 15) et Claire Huangci (2015, Berlin Classics) ; au clavecin par Scott Ross (1985, Erato), Luc Beauséjour (1995, Analekta), Nicolau de Figueiredo (2001, Intrada), Richard Lester (2003, Nimbus, vol. 3) et Pieter-Jan Belder (Brilliant Classics, vol. 7). Marco Farolfi (2003, Stradivarius, vol. 6) l'interprète au piano-forte.

## Sources
: document utilisé comme source pour la rédaction de cet article.
- Ralph Kirkpatrick (trad. de l'anglais par Dennis Collins), Domenico Scarlatti, Paris, Lattès, coll. « Musique et Musiciens », 1982 (1re éd. 1953 (en)), 493 p. (ISBN 978-2-7096-0118-4, OCLC 954954205, BNF 34689181).
- Alain de Chambure, « Domenico Scarlatti : Intégrale des sonates — Scott Ross », Erato (2564-62092-2), 1985 (OCLC 891183737) .
- (en) Carlo Grante, « Domenico Scarlatti, intégrale des sonates pour clavier (vol. 3) », Music & Arts (CD-1292), 2013 (OCLC 907929504) .